# هیوگو باتلر
هیوگو باتلر (انگلیسی: Hugo Butler؛ ۴ مهٔ ۱۹۱۴ – ۷ ژانویهٔ ۱۹۶۸) یک فیلم‌نامه‌نویس اهل کانادا - ایالات متحده آمریکا بود.

## فیلم‌شناسی
- جنوبی
- سدوم و گموراه
- سرود کریسمس
- ماجراهای هاکلبری فین
- وایومینگ